# 兴国寺塔 (高唐)
梁村兴国寺塔，位于山东省聊城市高唐县梁村镇，2006年12月7日公布为山东省文物保护单位，2013年3月5日公布为第七批全国重点文物保护单位。